# Лумпа

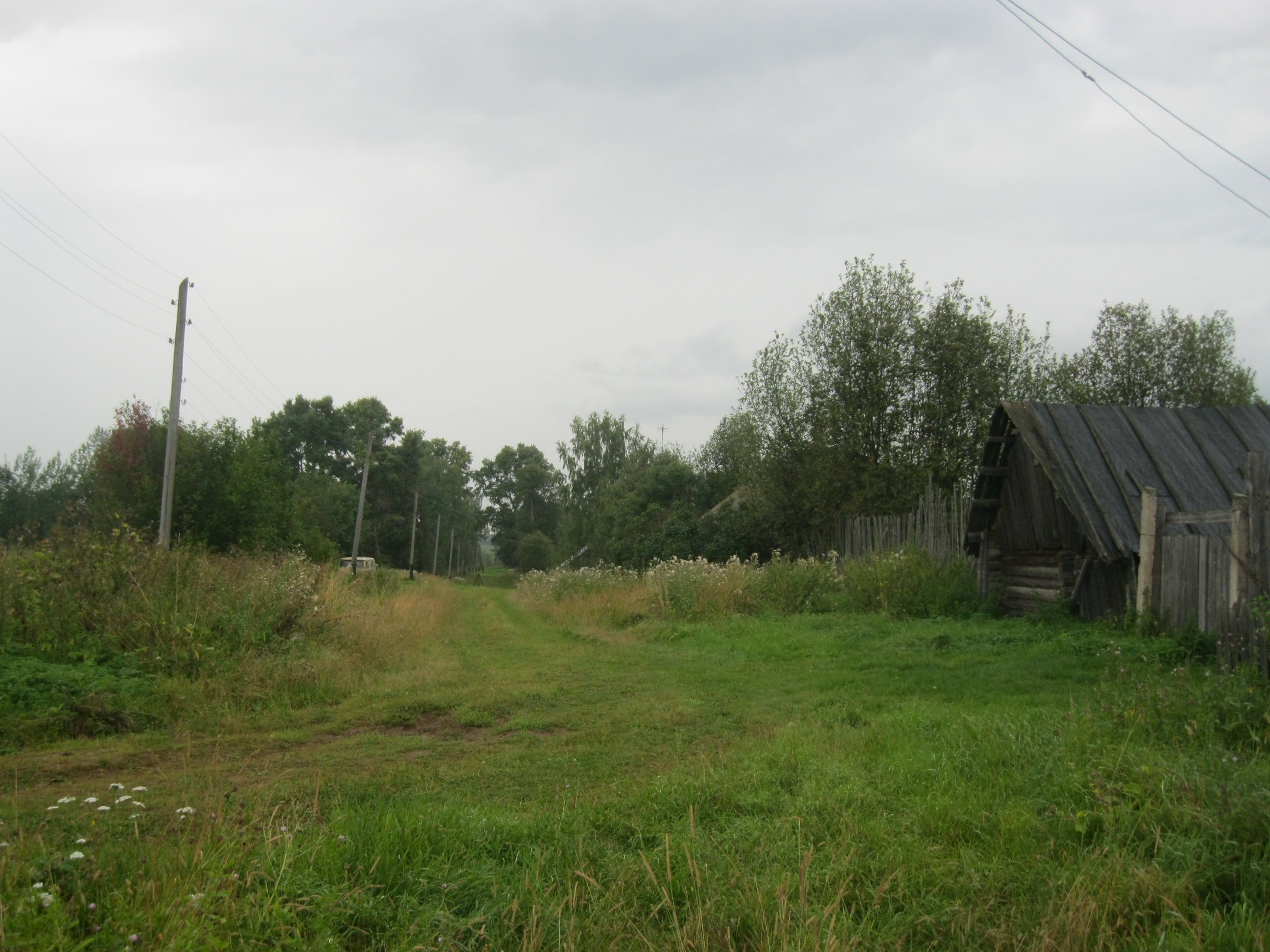
Вид на деревню 2012 г.

Лумпа — деревня в Ярском районе Удмуртии, входит в состав Бачумовского сельского поселения.

## География
Деревня расположена на высоте 161 м над уровнем моря.

### Часовой пояс
Деревня Лумпа, как и вся Удмуртская Республика, находится в часовой зоне МСК+1. Смещение применяемого времени относительно UTC составляет +4:00.

## Население
| 2010 | 2012 |
| ---- | ---- |
| 8    | ↘2   |